# جون روبرت ديلون
جون روبرت ديلون (بالإنجليزية: John Robert Dillon)‏ هو مهندس معماري أمريكي، ولد في القرن التاسع عشر، وتوفي في 1948.